# James Jackson (Mediziner)

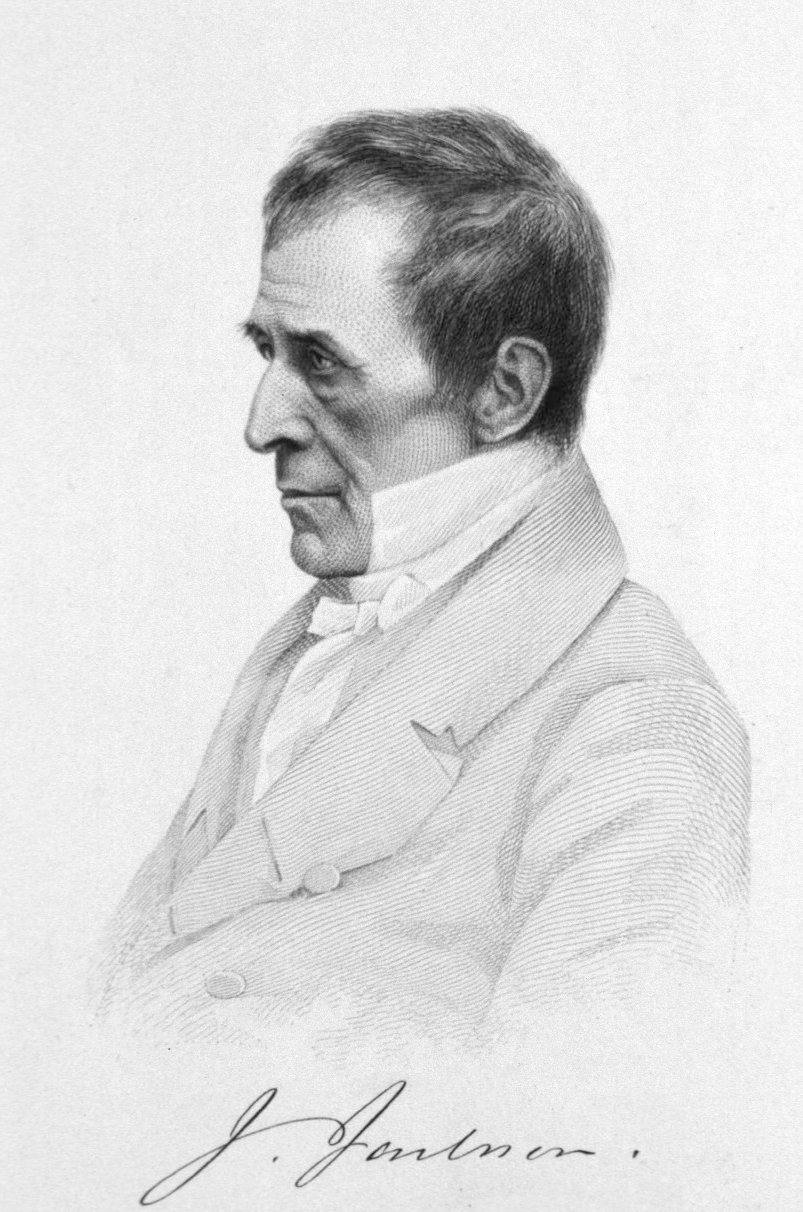
James Jackson

James Jackson (* 3. Oktober 1777 in Newburyport, Massachusetts; † 27. August 1867 in Boston) war ein US-amerikanischer Arzt und Hochschullehrer.

## Leben
Jackson war der Sohn des Abgeordneten zum Kontinentalkongress Jonathan Jackson. Nach seinem Studium der Medizin am Harvard College praktizierte er von 1800 bis 1866 als Arzt in Boston. Jackson initiierte mit seinem Kollegen John Collins Warren den Bau den Bau des Somerville Asylum, einer psychiatrischen Klinik im Jahr 1810 sowie des Massachusetts General Hospitals im Jahr 1811. Das Massachusetts General Hospital ist das drittälteste Allgemeinkrankenhaus in den Vereinigten Staaten sowie das älteste und größte in Neuengland. Bis 1835 war Jackson dort als leitender Arzt tätig.
Er war von 1838 bis 1839 Präsident der American Academy of Arts and Sciences, einer Gesellschaft, der schon sein Vater angehört hatte und in die er selbst 1808 gewählt worden war.